# Herculanum (opera)
Herculanum è una grande opera con musiche di Félicien David e libretto di Joseph Méry e Térence Hadot. Fu rappresentata per la prima volta a Parigi al Théâtre Impérial de l'Opéra il 4 marzo 1859. Scenografie ricche e dettagliate, celebri star dell'opera e del balletto, cori e balli elaborati e spettacolari effetti scenici erano combinati con la musica e il testo per rendere il lavoro un successo.

## Ruoli

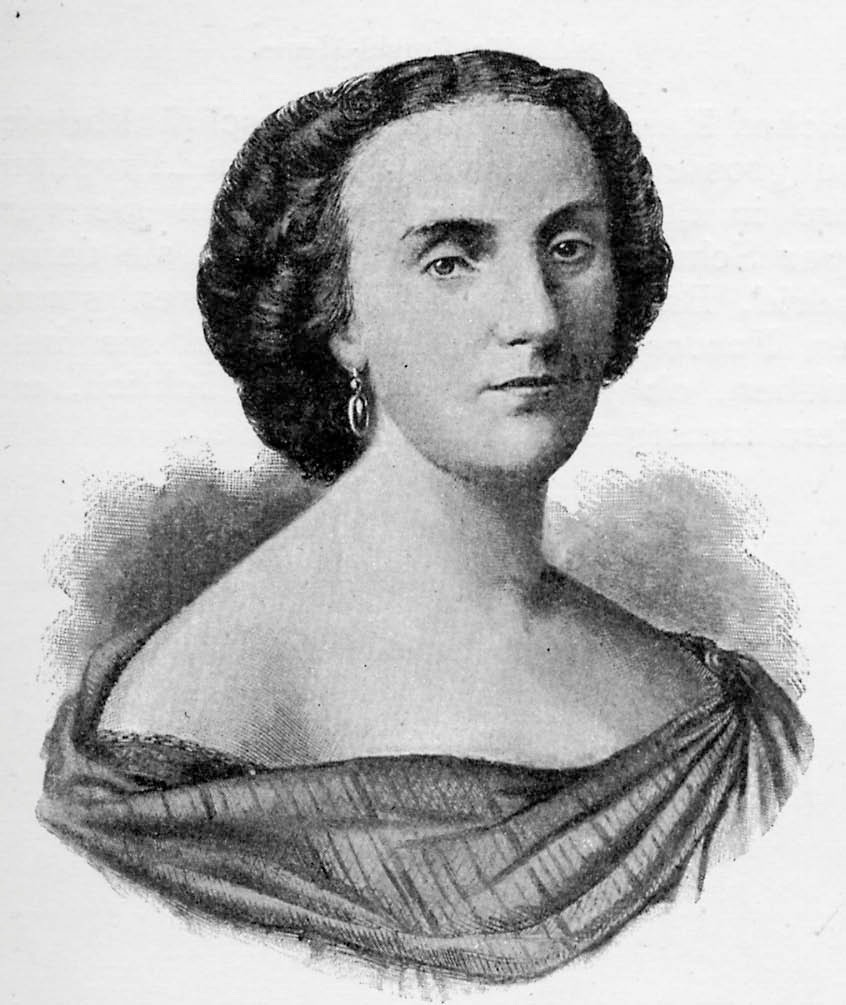
Adelaide Borghi-Mamo, che ha creato il ruolo di Olympia

| Ruolo             | Tipo di voce | Cast di Premiere, 4 marzo 1859      |
| ----------------- | ------------ | ----------------------------------- |
| Lilia             | soprano      | Pauline Guéymard-Lauters            |
| Olympia           | mezzosoprano | Adelaide Borghi-Mamo                |
| Hélios            | tenore       | Gustave-Hippolyte Roger             |
| Nicànore / Satana | basso        | Louis-Henri Obin                    |
| Magnus            | baritono     | Claude-Marie-Mécène Marié de L'Isle |

## Trama
Scena: Ercolano, 79 d.C.

### Atto I
Il palazzo e i giardini di Olimpia a destra; a sinistra, le sfingi segnano i quartieri egizi della città, dove arrivano le merci dal porto di Alessandria. Sullo sfondo templi, ville e palazzi.
Olympia sta ricevendo un tributo da monarchi e dignitari in visita nel suo palazzo. Hélios e Lilia, due cristiani, vengono trascinati dalla folla che chiede la loro morte. Il proconsole Nicànore, fratello di Olympia, pensa che questa sia una buona idea, ma Olympia, molto colpita dal bell'aspetto di Hélios, rifiuta di farlo e manda via tutti gli altri. Rimasta sola con Hélios, gli dà una pozione magica e lo seduce. Un terremoto scuote il suolo e appare il profeta Magnus, avvertendo di una imminente catastrofe.

### Atto II
Un luogo remoto e disabitato in una valle alla periferia della città. A destra, una piccola collina con rocce, colonne rotte e rovine. Una croce è in cima alla collina, che i cristiani usano come luogo di culto. Il sole sta tramontando.
Subito dopo che Olimpia fu rimasta colpita da Hélios, suo fratello Nicanor s'innamorò di Lilia.Egli l'ha rintracciata nel luogo di incontro dei cristiani per cercare di sedurla. Lilia però non è interessata, lo rifiuta e non gli crede quando afferma di essersi convertito al cristianesimo. Il suo rifiuto fa infuriare Nicànore, che nega l'esistenza del Dio di Lilia. Viene così immediatamente colpito da un fulmine e Lilia sviene. Satana stesso appare, dichiarando il suo godimento nell'infliggere sofferenza e agonia a tutta l'umanità. Decide di far sapere a Lilia che il suo innamorato Hélios le è stato infedele, e quando la ragazza riprende conoscenza, le mostra una visione di Hélios e Olympia che fanno l'amore. Satana raccoglie il mantello di Nicànore e assume la sembianza del fratello di Olimpia.

### Atto III
I giardini della regina. Dietro una collina sulla destra, un tempio dedicato a Ercole. A sinistra, una vista attraverso la baia della città di Napoli. Un arco di trionfo al centro
Hélios cede alle lusinghe della regina. Seguono feste e balli, ma Lilia arriva in mezzo a loro per rivendicare il suo amore per Hélios. Olympia dice a Hélios che farà giustiziare Lilia se egli non la sposa e governa con lei come suo marito. Satana, nella sua veste di Nicànore, consiglia ad Olimpia che farebbe soffrire di più Lilia se vivesse e assistesse al matrimonio di Hélios con lei. Per salvare la vita di Lilia, Hélios accetta di sposare Olimpia, per la gioia di Satana.

### Atto IV

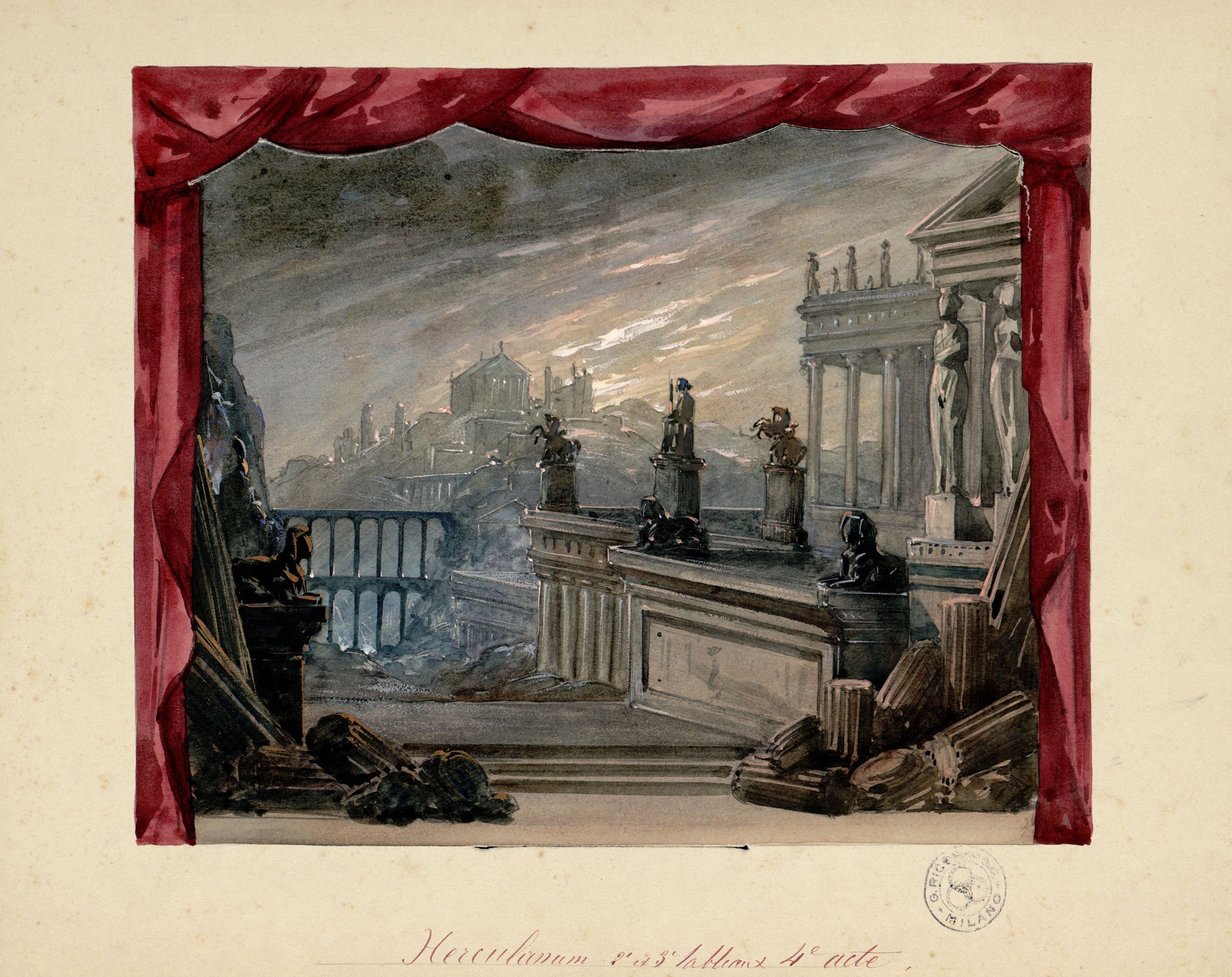
Terrazza del palazzo di Olympia, scenografia per Herculanum atto 4 scena 2 (1859).

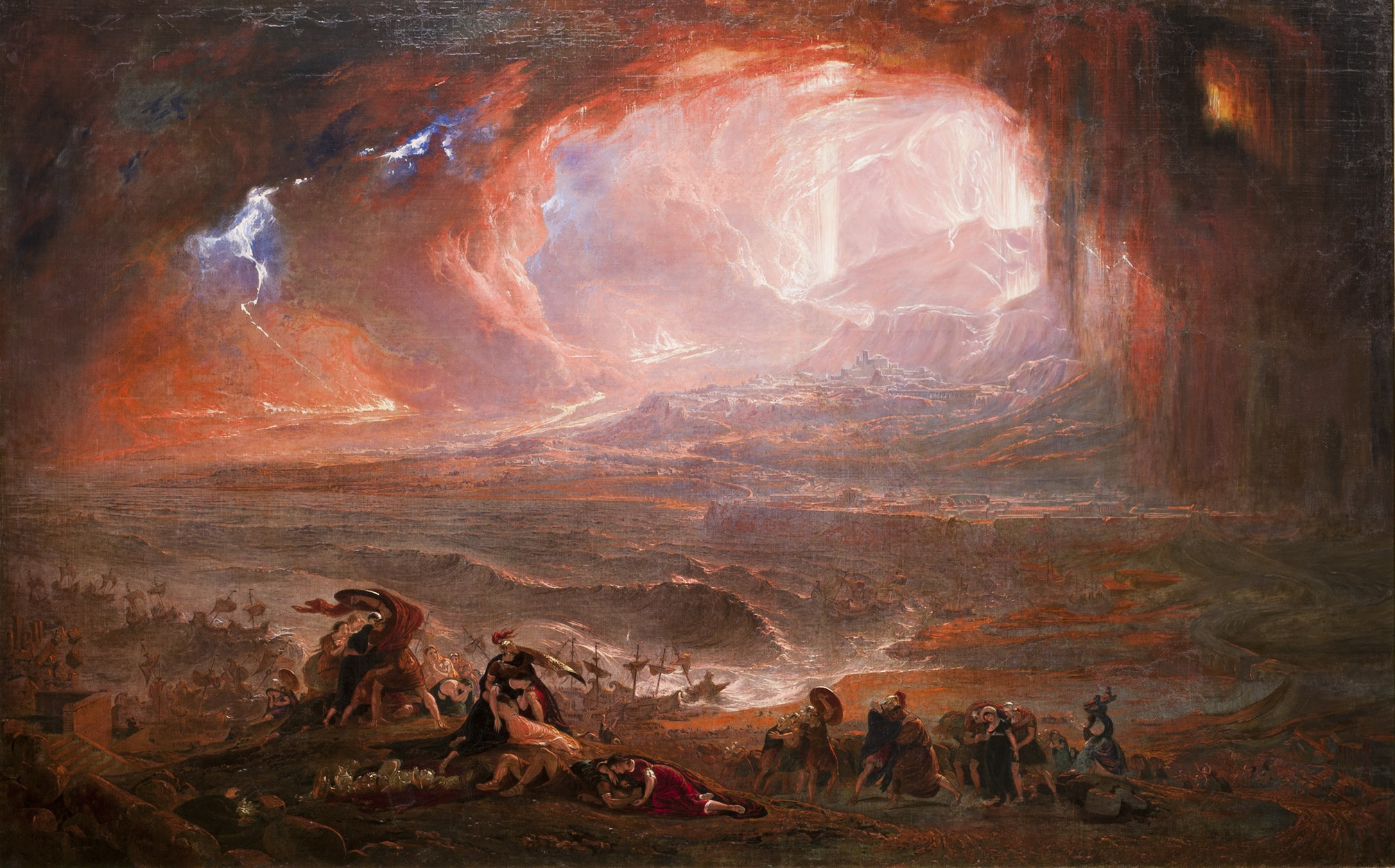
Distruzione di Pompei ed Ercolano, di John Martin

Il grande salone del magnifico palazzo della regina Olimpia, riccamente decorato con decorazioni in stile etrusco
I tremori scuotono ripetutamente il suolo. Satana convoca gli schiavi della regina e li incoraggia a ribellarsi. Il terremoto diventa sempre più intenso tanto che in cielo compaiono temporali e fulmini. Gli edifici attorno iniziano a crollare.
Il terrazzo del palazzo, sorretto da colonne doriche, presenta da un lato una facciata con Cariatidi, dall'altro una facciata con colonne corinzie. A sinistra, una strada fiancheggiata da sfingi conduce ad un tempio dedicato ad Iside. Sullo sfondo un acquedotto a due livelli di archi conduce alle pendici del Vesuvio
Hélios appare sulla terrazza e invoca il nome di Lilia;  le strutture tutt'attorno cadono a terra. Lilia lo raggiunge e lo perdona per averla tradita con Olimpia. Sullo sfondo il Vesuvio sta erompendo. Satana rivela ad Olimpia che non è veramente suo fratello, ma il diavolo. Il vulcano esplode, vomitando ondate di rocce, ceneri e lava, distruggendo tutti gli edifici e annientando la popolazione riunita e l'intero cast. I cristiani non sono dispiaciuti di morire poiché hanno la certezza della salvezza.

## Critica
Alla prima, i quattro ruoli principali furono interpretati dalle star di quel periodo; in particolare, la celebre ballerina Emma Livry apparse nel balletto del terzo atto, guadagnandosi gli elogi della critica contemporanea. Anche le decorazioni fastose e dettagliate e gli effetti scenici ricevettero molti consensi. Hector Berlioz elogiò la musica di Félicien David per le sue "molte bellezze". Herculanum ebbe numerose repliche, arrivando a 74 rappresentazioni all'Opera di Parigi fino al 1870. L'opera fu ripresa al Théâtre Royal de La Monnaie, a Bruxelles, nel 2014, e nello stesso anno venne eseguita in concerto all'Opera Royal de Versailles. Herculanum fu rappresentato in una nuova produzione al Wexford Festival, in Irlanda, nel 2016.

## Registrazione
Véronique Gens: Lilia, Karine Deshayes: Olympia, Edgaras Montvidas: Hélios, Nicolas Courjal : Nicanor / Satan, Julien Véronèse: Magnus; Orchestra Filarmonica di Bruxelles, Coro della Radio fiamminga, Hervé Niquet, direttore. Registrato nel 2014, uscito nel 2015. Ediciones Singulares (Palazzetto Bru Zane - Centre de musique romantique française), ES 1020. CD